# Eximia finitima
Eximia finitima är en skalbaggsart. Eximia finitima ingår i släktet Eximia och familjen långhorningar.

## Underarter
Arten delas in i följande underarter:
- E. f. finitima
- E. f. affinis